# Heiwang (ort i Kina, Shandong Sheng, lat 36,62, long 118,19)
Heiwang (kinesiska: 黑旺镇, 黑旺) är en ort i Kina. Den ligger i provinsen Shandong, i den östra delen av landet, omkring 110 kilometer öster om provinshuvudstaden Jinan. Antalet invånare är 21 827. Befolkningen består av 10 617 kvinnor och 11 210 män. Barn under 15 år utgör 13,0 %, vuxna 15-64 år 73 %, och äldre över 65 år 13,0 %.
Runt Heiwang är det tätbefolkat, med 591 invånare per kvadratkilometer. Närmaste större samhälle är Nanding, 18,9 km nordväst om Heiwang. Trakten runt Heiwang består till största delen av jordbruksmark.
Genomsnittlig årsnederbörd är 769 millimeter. Den regnigaste månaden är juli, med i genomsnitt 284 mm nederbörd, och den torraste är januari, med 7 mm nederbörd.